# Südeuropäische Pipeline
Die Südeuropäische Pipeline (SEPL) ist eine europäische Pipeline der 1958 gegründeten Société du Pipeline Sud-Européen (SPSE) zum Transport von Rohöl.

## Verlauf

Erdölförderung in Frankreich

Die 1962 in Betrieb genommene Pipeline verläuft über 769 km vom Rhonedelta bis zum Oberrhein und hat eine Abzweigung in die Schweiz. Ausgangspunkt ist eine der Hafenanlagen des Marseille Europort im südfranzösischen Ort Fos-sur-Mer im Département Bouches-du-Rhône. Endpunkt ist Karlsruhe-Knielingen, welches mit dem Anschluss an die Transalpine Ölleitung (TAL) eine Art Öldrehkreuz bildet. Die Trasse tangiert die Orte Lyon, Villette-d’Anthon (Rhône-Übergang), Besançon, Belfort, Straßburg, Lauterbourg, Jockgrim, Karlsruhe-Knielingen. Der höchste Punkt der Trasse liegt auf 505 m auf dem Gebirgsvorsprung von Aleyrac im Département Drôme. Der Abschnitt zwischen Gennes und Karlsruhe ist laut Betreiberangaben außer Betrieb.

## Leistung
Nach eigenen Angaben werden derzeit jährlich ca. 23 Millionen Tonnen befördert, was mehr als 30 % der Rohöltransportleistung (ca. 15 Mrd. tkm) in Europa darstellt. Die SEPL ist Teil des europäischen Rohöl-Leitungsnetzes, das von den Ölhäfen des Mittelmeers, des Ärmelkanals und der Nordsee sämtliche Binnenraffinerien des westeuropäischen Raumes versorgt. Im Jahr 1973 erreichte die Pipeline mit 42 Millionen Tonnen ihre höchste Jahresleistung. 1996 erreichte die seit der Gründung transportierten Menge 1 Milliarde Tonnen.
Der durchschnittliche Durchsatz beträgt 3.000 m³/h (40″-Leitung) und 800 m³/h (durch die 24″-Leitung, die Feyzin versorgt).

### Energieverbrauch
Die zum Transport des Rohöls nötige Energie wird von 34 Kreiselpumpen hergestellt. Elektromotoren von jeweils 1650 kW befinden sich in den 12 Pumpstationen für Leitungen mit Rohrdurchmesser 24″ sowie bis 2200 kW für die Rohrdurchmesser 40″. Der Stromverbrauch von ca. 100 GWh/Jahr entspricht einer mittleren Leistungsaufnahme von 11,5 Megawatt. Diese Graue Energie kommt bei der Berechnung des Aufwandes Well-to-Tank für fossile Kraftstoffe zum Tragen. Bei 23 Millionen Tonnen Öl im Jahr sind dies 100 kWh pro 23 Tonnen Erdöl, also ungefähr Ladungskapazität und Stromverbrauch eines elektrischen Tanklasters für 100 Kilometer. Bezogen auf eine Kilowattstunde Stromverbrauch werden 230 kg Öl durch das über 700 km lange Röhrensystem gepumpt, pro Liter also 0,004 kWh.

## Ölhäfen und Tanklager
Die Tanker entladen das Rohöl im Hafen von Fos-sur-Mer (400.000 Tonnen maximale Tragfähigkeit) und Naphtha- und Kondensat im Hafen Lavéra (50.000 Tonnen maximale Tragfähigkeit). Die Société du Pipeline Sud-Européen verfügt in unmittelbarer Nähe der Hafenanlagen in Fos-sur-Mer über ein Tanklager mit einer Nominalkapazität von 2.260.000 m³, die auf 40 Tanks aufgeteilt ist. Die Anlagen des Ölhafens ermöglichen die simultane Abfertigung von Tankern mit einer Tragfähigkeit bis zu 400.000 Tonnen mit einer Löschgeschwindigkeit von 15.000 m³/h.
Die Anlagen der SPSE ermöglichen die Übergabe von flüssigen Kohlenwasserstoffen durch Pipelines, an die durch die Hauptleitungen versorgten Raffinerien des Raumes Étang de Berre (Fos Esso, Ineos Lavéra, Total La Méde, LyondellBasell Berre-l’Étang) sowie über den Seeweg, via die das Wiederladen der Tanker ermöglichenden Hafenanlagen. Daneben betreibt die SPSE das Kavernenlager Géosel in Manosque.

## Angeschlossene Raffinerien
- Raffinerie Feyzin, Frankreich
- Raffinerie Cressier, Schweiz

sowie ehemals

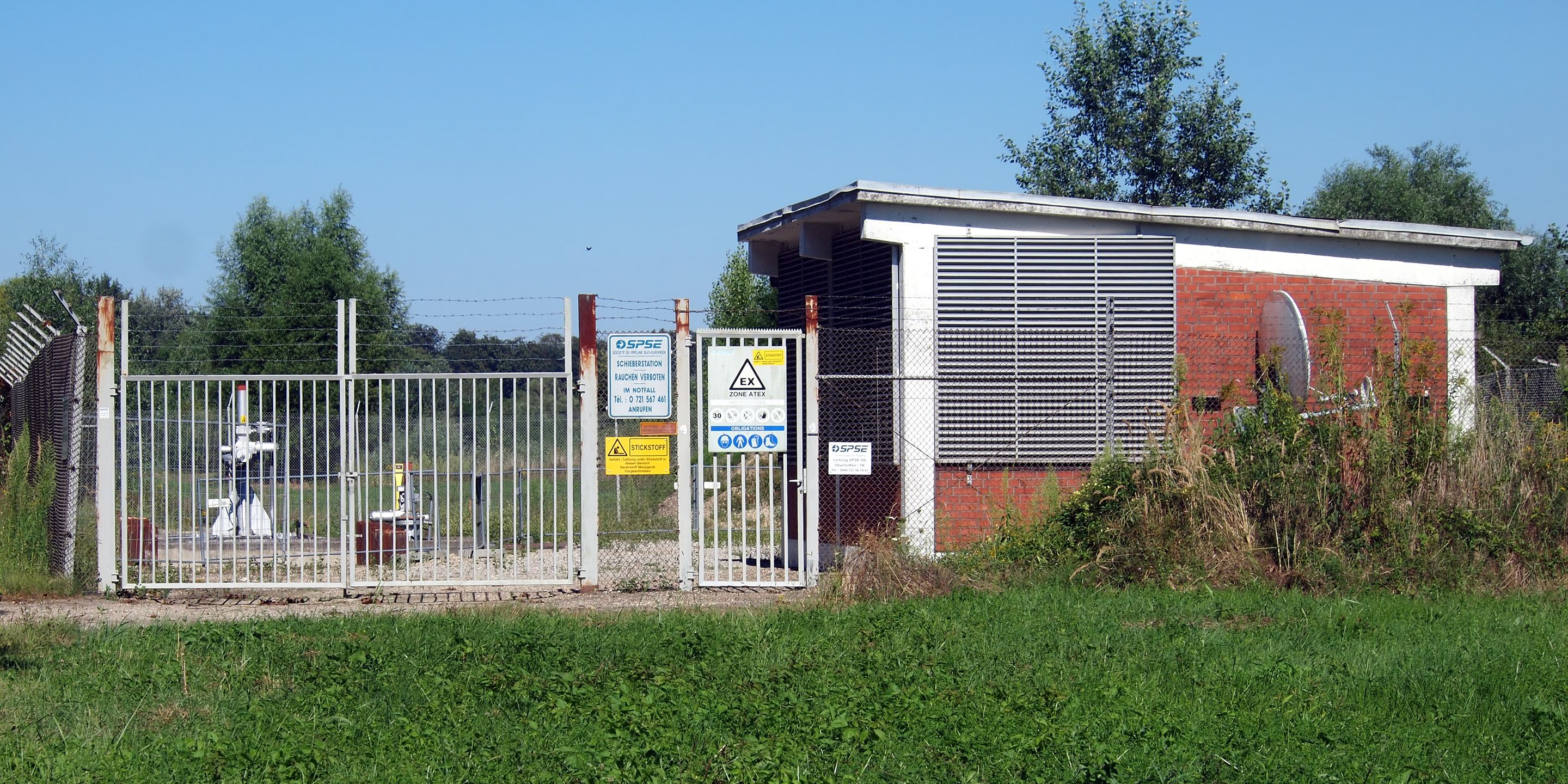
Schieberstation in Wörth am Rhein

- Petroplus-Raffinerie Reichstett, Elsass, Frankreich
- Mobil Oil Raffinerie Wörth, Deutschland
- Erdölraffinerie Mannheim, Deutschland
- Mineralölraffinerie Oberrhein, Karlsruhe, Deutschland

SPSE versorgt ebenfalls die Plattform von Carling (Total Petrochemicals France) in Lothringen mit Naphtha und Kondensat.